# Sunny Bansemer
Sunny Bansemer est une actrice allemande née le 22 juillet 1983 à Dortmund. 
Elle est surtout connue pour son rôle de Bianca Vogel dans la série télévisée allemande Verbotene Liebe.

## Filmographie
- 2011 : The Last Fine Day (téléfilm) : la secrétaire
- 2011 : Just Buried (court métrage) : Vanessa
- 2012 : Offroad : la jeune femme en face de la discothèque
- 2012 : Verbotene Liebe (série télévisée) : Bianca Vogel
- 2015 : Notruf Hafenkante (série télévisée) : Finja Böhmer